# Il veliero trionfante
Il veliero trionfante (The Yankee Clipper) è un film muto del 1927 diretto da Rupert Julian sotto la supervisione di C. Gardner Sullivan.

## Trama
Thomas Winslow, un costruttore navale di Boston, vedendo che il governo non si mostra interessato al suo nuovo e rivoluzionario clipper, decide di investire personalmente sullo Yankee Clipper, affidando a suo figlio Hal il viaggio inaugurale. Intanto, in Inghilterra, parte per la Cina un clipper molto simile a quello progettato da Winslow. A bordo si trovano lord Huntington, sua figlia Jocelyn e Richard, il suo fidanzato. Le due navi, ognuna alla ricerca di un carico di tè cinese, si incrociano a Foochow Harbor. Un ricco mercante cinese invita a cena Hal, capitano dello Yankee Clipper, insieme a Sir Anthony. Aggredita da una folla di mendicanti in rivolta, Jocelyn viene salvata da Hal; il giovane è attratto dalla bella inglese ma, sebbene sia a conoscenza dell'infedeltà del suo fidanzato, con lei non ne fa parola. Quando il carico di tè viene imbarcato a bordo delle rispettive navi, nasce una sfida su chi arriverà per primo a Boston, aggiudicandosi, in questo modo, il monopolio del commercio del tè della propria nazione. Winslow salpa con a bordo Jocelyn e Richard: durante il viaggio, Richard si dimostrerà un traditore e un vigliacco. Hal, invece, non solo vincerà la corsa, ma conquisterà il cuore di Jocelyn.

## Produzione
Il film fu prodotto dalla DeMille Pictures Corporation.

## Distribuzione
Il copyright del film, richiesto dalla Cinema Corp. of America, fu registrato l'11 febbraio 1927 con il numero LP23654.
Distribuito dalla Producers Distributing Corporation (PDC), il film uscì nelle sale cinematografiche statunitensi il 7 maggio 1927 dopo una prima tenuta sulla costa ovest, a Los Angeles, il 23 marzo e la presentazione sulla cosa orientale del film che venne proiettato al Roxy Theater di New York il 2 maggio 1927. In Portogallo, la pellicola fu distribuita il 24 aprile 1928 con il titolo O Veleiro Triunfante, mentre in Finlandia, uscì il 13 agosto 1928. In Italia, uscì nel 1930 con il visto di censura 25582.
Copie della pellicola si trovano conservate negli archivi di La Corse et le Cinéma a Portovecchio, della Cineteca del Friuli di Gemona, della Library of Congress di Washington, dell'UCLA Film And Television Archive di Los Angeles, dell'Academy Film Archive di Beverly Hills, del Pacific Film Archive di Berkeley, della Filmoteca Española di Madrid, del George Eastman House di Rochester.
Il film è uscito in DVD: nel 2008, in una versione di 87 minuti distribuita dalla TeleVista e, nel 2009, in una versione di 81 minuti distribuita dalla Flicker Alley.